# Joel Huiqui
Joel Adrián Huiqui Andrade (Los Mochis, 1983. február 18. –) a mexikói válogatott labdarúgója, aki jelenleg a Cafetaleros de Tapachula másodosztályú csapatában játszik védőként. Egyszeres mexikói bajnok. Majó indián családból származik, fiatalon szegény körülmények között élt.

## Pályafutása

### Klubcsapatokban
Felnőttként elsőként 2003. augusztus 10-én lépett pályára a Pachuca színeiben egy Tigres elleni hazai, 1–1-re végződő mérkőzésen. A Pachucával bajnoki címet is nyert, de pályafutásának legnagyobb részét a Cruz Azulban és a Monarcas Moreliában töltötte.

### A válogatottban
A válogatottban először 22 évesen, 2005. október 8-án lépett pályára egy Guatemala elleni világbajnoki selejtezőn. Egyetlen válogatottbeli gólját 2005-ben szerezte Magyarország ellen. 2013-ban részt vett a CONCACAF-aranykupán, ahol Mexikó az elődöntőig jutott.

#### Mérkőzései a válogatottban
| Mexikó | Mexikó             | Mexikó                                   | Mexikó             | Mexikó   | Mexikó             | Mexikó                          | Mexikó | Mexikó  |
| #      | Dátum              | Helyszín                                 | Hazai              | Eredmény | Vendég             | Kiírás                          | Gólok  | Esemény |
| ------ | ------------------ | ---------------------------------------- | ------------------ | -------- | ------------------ | ------------------------------- | ------ | ------- |
| 1.     | 2005. október 8.   | San Luis Potosí, Estadio Alfonso Lastras | Mexikó             | 5 – 2    | Guatemala          | vb-selejtező                    | 0      | 58'     |
| 2.     | 2005. október 12.  | Port of Spain, Hasely Crawford Stadion   | Trinidad és Tobago | 2 – 1    | Mexikó             | vb-selejtező                    | 0      | 30' 67' |
| 3.     | 2005. október 26.  | Guadalajara, Estadio Jalisco             | Mexikó             | 3 – 1    | Uruguay            | barátságos                      | 0      | 46'     |
| 4.     | 2005. december 14. | Phoenix, Chase Field                     | Mexikó             | 2 – 0    | Magyarország       | barátságos                      | 1      | 23' 52' |
| 5.     | 2006. január 25.   | San Francisco, Monster Park              | Mexikó             | 2 – 1    | Norvégia           | barátságos                      | 0      |         |
| 6.     | 2006. február 15.  | Los Angeles, Memorial Coliseum           | Mexikó             | 0 – 1    | Dél-Korea          | barátságos                      | 0      | 63'     |
| 7.     | 2006. március 1.   | Frisco, Pizza Hut Park                   | Mexikó             | 1 – 0    | Ghána              | barátságos                      | 0      | 46'     |
| 8.     | 2006. március 29.  | Chicago, Soldier Field                   | Mexikó             | 2 – 1    | Paraguay           | barátságos                      | 0      | 46'     |
| 9.     | 2012. október 16.  | Torreón, Estadio TSM Corona              | Mexikó             | 2 – 0    | Salvador           | vb-selejtező                    | 0      |         |
| 10.    | 2013. július 7.    | Pasadena, Rose Bowl                      | Mexikó             | 1 – 2    | Panama             | CONCACAF-aranykupa, csoportkör  | 0      |         |
| 11.    | 2013. július 11.   | Seattle, CenturyLink Field               | Mexikó             | 2 – 0    | Kanada             | CONCACAF-aranykupa, csoportkör  | 0      |         |
| 12.    | 2013. július 14.   | Denver, Sports Authority Field           | Martinique         | 1 – 3    | Mexikó             | CONCACAF-aranykupa, csoportkör  | 0      |         |
| 13.    | 2013. július 20.   | Atlanta, Georgia Dome                    | Mexikó             | 1 – 0    | Trinidad és Tobago | CONCACAF-aranykupa, negyeddöntő | 0      |         |
| 14.    | 2013. július 24.   | Arlington, Cowboys Stadium               | Panama             | 2 – 1    | Mexikó             | CONCACAF-aranykupa, elődöntő    | 0      |         |
|        | Összesen           |                                          |                    | 14       | mérkőzés           |                                 | 1      | gól     |